# Sumomomo Momomo
Sumomomo momomo (すもももももも〜地上最強のヨメ〜, Sumomo mo Momo mo ~Chijō Saikyō no Yome~, littéralement La fiancée la plus forte du monde) est un manga écrit par Shinobu Ohtaka. Il est prépublié entre 2004 et 2008 dans le magazine Young Gangan et compilé en un total de 12 tomes. La version française est éditée en intégralité par Kurokawa.
Il est adapté en anime en 2006-2007 et compte 22 épisodes de 24 minutes. Deux OAV ont également été commercialisés.

## Synopsis
Le Japon est divisé en deux parties : les combattants de l’ouest et les combattants de l’est. Les clans veulent déclencher la guerre des douze sinshos (douze clans, chacun représentant un animal du zodiaque chinois) et pour la contrer, l’homme le plus fort de la partie Est décide de marier son fils Kôshi avec la fille de l’homme le plus fort de la partie Ouest, Momoko. Momoko va ainsi aller habiter chez Kôshi pour essayer de lui faire un enfant, qui sera l’enfant le plus fort du monde. Malheureusement, Momoko va se heurter à un refus catégorique mais tout n’est pas perdu. Elle va essayer de le séduire de toutes les façons imaginables et en même temps le protéger des assassins venus des clans qui essayent de le tuer pour déclencher la guerre.

## Personnages principaux
Inuzuka Kôshi : Étudiant, 17 ans. Traumatisé par son père depuis son enfance, il déteste la violence et les arts martiaux. D'ailleurs, il fuit toujours les combats. Il ne tend qu’à une chose « devenir procureur ». Son père est le chef du clan représentant le chien dans le zodiaque chinois.
Kuzuryuu Momoko : Étudiante, 17 ans. Elle pratique les arts martiaux et fait partie du clan des dragons. Elle est amoureuse de Kôshi.
Nakajima Sanae : Étudiante qui est dans la même classe que Kôshi. Elle est en fait Uma kamen (la jument masquée), l’héroïne qui aide les gens en difficulté. Elle pratique les arts martiaux et fait partie du clan du cheval mais se cache sous une image de fille frêle. Elle est amoureuse de Kôshi qui, lui, la considère comme sa meilleure amie.
Iroha Miyamoto : 15 ans. C’est la chef du clan du serpent qui s'est dissout. Elle tente de  faire renaître son clan et pour cela a essayé d’assassiner Kôshi. Mais elle est tombée amoureuse de lui.
Hanzo : 17 ans. Lieutenant du clan du serpent, dont il est le dernier membre avec Iroha. Il la suit partout car il en est amoureux.
Koganei Tenka : Fils du chef du clan des Koganei. Il aime Momoko depuis tout petit et croit, au départ, que c'est réciproque. Il aime le football et trimballe toujours avec lui une balle qu'il nomme Becky. Il lui confie ses secrets, sûr qu'elle seule peut le comprendre. Il est de la branche principale mais il est faible et risque de perdre le titre de futur chef de clan. Il a un petit frère nommé Tenchi, deux autres frères des branches annexes et une sœur de branche annexe elle aussi. Il aidera Kôshi et Momoko à battre ses frères et sœurs.

## Personnages secondaires
Nakajima Kimie : Grand-mère de Sanae. C'est la chef du clan Nakajima et l'ancienne "jument masquée" qui a protégé Unken dans sa jeunesse. Elle a un goût pour les hommes très musclés et virils qu'elle essaie - inutilement - de faire partager à Sanae et lui choisit un fiancé.
Nakajima Ikaru : membre d'une branche annexe de la famille, c'est le plus fort des hommes de tout le clan. C'est pour cette raison que Kimie l'a choisi comme futur époux de Sanae. Il a une tête de personnage de shôjô manga mais un corps très musclé et des cicatrices un peu partout. Sanae réussira à le battre et a éviter le mariage arrangé.
Inuzuka Unken : Père de Koshi. Il est le chef du clan du chien. Il a arrangé le mariage Kôshi-Momoko avec Sendayû.
Kuzuryuu Sendayû : Père de Momoko. C'est le chef du clan du dragon. Il a arrangé le mariage Kôshi-Momoko conjointement avec Unken.
Koganei Tenten : Insupportable sœur de Tenka (de branche annexe). Elle déteste Iroha. C'est elle qui avoua les sentiments de cette dernière à Koshi et Momoko. Il semble qu'elle soit amoureuse d'Hanzo. C'est la reine des coups en traître et un maître en poison, savoir qu'elle a volé au clan du Serpent. Elle est entrée dans le clan du Serpent dans sa jeunesse pour le détruire de l'intérieur.
Koganei Tenrei : Frère de Tenka (également de branche annexe). Il se bat avec des boules de billard et porte un appareil dentaire.
Koganei Tenchi : 12 ans. Frère de sang de Tenka, il n'appartient pas à une branche annexe. Il a un vrai don pour le foot mais aussi pour les arts martiaux et a de fortes chances de devenir le nouveau chef de la famille, si les branches annexes ne se mettent pas en travers.
Koganei Tenga : Frère de Tenka (de branche annexe). Il est le plus fort des Koganei. Il est d'ailleurs nommé nouveau chef de son clan. Il déteste perdre lors des combats et ne vit que pour se battre, mais il est assez loyal.
Koganei Sôten : Précédent chef du clan Koganei, affilié à l'armée de l'Ouest. Géniteur de Tenka et de Tenchi
Endo Mikihisa : Chef du clan Endo, affilié de l'armée de l'Est. Homme politique. Il est du signe du singe. Père de Yusuke.
Endo Yusuke : Fils de Mikihisa, comme tous ceux de son clan, il a appris à être manipulateur. L'objectif du clan du Singe est de prendre la place des Inuzuka à la tête de l'armée de l'Est. Yusuke a été choisi pour être le nouveau leader et être marié à Momoko, mais il se heurte aux sentiments sincères de celle-ci envers Kôshi.
Inoue Shintaro : Martialiste (qui apparaîtra dans le tome 7) qui se dresse pour détrôner Kôshi à la tête de l'Est. Toutefois, par la suite nous apprendrons que c'est une femme qui a été élevée comme un homme par un père absolument déplorable. Elle est du signe du Sanglier.
Inoue Môtatsu : Père déplorable de Shintaro. Il a fait croire depuis tout petit à cette dernière qu'elle était un garçon pour pouvoir placer un héritier du clan Inoue à la tête de l'armée de l'Est... L'héritière de l'Ouest est une fille, et il faut un mariage pour le processus de paix voilà pourquoi il lui fallait un fils.

## Les clans
Clan Inuzuka : clan-chef de l'armée de l'Est, placé sous le signe du Chien ("Inu" = "chien" en japonais). La spécialité du clan est un pouvoir de destruction qui réside dans les yeux.
Clan Kuzuryuu : clan-chef de l'armée de l'Ouest, placé sous le signe du Dragon ("Ryû , "dragon" en japonais). La spécialité du clan est la manipulation de l'énergie, ses membres peuvent en faire des objets.
Clan Nakajima : Armée de l'Est, placée sous le signe du Cheval ("Ma" = "cheval" en japonais). Les membres du clan ont pour tâche de protéger le chef de la famille Inuzuka avec le plus de discrétion possible. Leur spécialité est les techniques de jambes et de coups de pied. Ils possèdent des vêtements spéciaux qui accroissent leur force. La tenue la plus puissante est celle du Cheval Masqué (ou Jument si le propriétaire est une femme); son efficacité augmente au fur et à mesure qu'on en retire des éléments, pour le plus grand embarras de la très pudique Sanae.
Clan Miyamoto : Armée de l'Ouest, placée sous le signe du Serpent ("Ya" = "serpent" en japonais). Ce clan dissimule sa nature martialiste sous une apparence d'activités mafieuses, mais il est sur le déclin depuis que le père d'Iroha le dirige. Iroha rêve de lui redonner sa splendeur passée.
Clan Koganei : Armée de l'Ouest, placée sous le signe du Tigre ("Koganei" est une autre façon de lire les caractères du mot "Tigre"). Leur spécialité est le sport, qui sert de base d'entraînement, comme le football pour Tenka et Tenchi. On remarque que tous les membres du clan portent un prénom contenant la syllabe "Ten", qui veut dire "tigre" en japonais.
Clan Endô : Armée de l'Est, placée sous le signe du Singe. Les membres de la famille se consacrent à la politique et sont tous des manipulateurs de premier ordre, mais c'est un clan très en vue et haut placé dans la société. Yusuke a fréquenté les meilleures écoles du pays avant d'être envoyé conquérir Momoko.
Clan Inoue : Armée de l'Est, placée sous le signe du Sanglier. Leur spécialité est la médecine, les membres du clan n'ont jamais été, de tradition, de grands combattants mais Shintarô est en train de changer tout cela.

## Liste des épisodes
| # | Titre | Airdate original    |  |
| --- | --- | ------------------- |  |
| | |                     |  |
| 01 | "The Strongest fiancée On Earth" "Chijo Saikyō no Iinazuke" (地上最強の許婚)                                  | 5 octobre 2006,     |  |
| Momoko, une fille étrange qualifiés dans les arts martiaux, localise Koshi Inuzuka et veut l'épouser afin de produire un enfant forte. | |                     |  |
| 02 | "Natural Exploding Fille" "Tennen Bakunetsu Shōjo" (天然爆熱少女)                                             | 12 octobre 2006     |  |
| Momoko rejoint la classe de Koshi, à sa grande surprise. Le chef de salle de gym, jaloux de la popularité de Koshi avec beaucoup d'étudiantes, défie Momoko aux concours d'athlétisme avec le crédit de Koshi dans la classe sur la ligne. | |                     |  |
| 03 | "Caught in the Zoo" "Dobutsuen de Tsukamaete" (動物園でつかまえて)                                            | 19 octobre 2006     |  |
| Koshi et Momoko aller au zoo ensemble, mais avant longtemps, les animaux échapper à leurs cages et un ours polaire massif les attaques. Tout cela est un complot pour tuer Iroha Koshi. | |                     |  |
| 04 | "Le complot d'assassinat immoral" "Jingi Naki Ansatsu Keikaku" (仁義なき暗殺計画)                             | 26 octobre 2006     |  |
| Iroha tente à plusieurs reprises d'assassiner Koshi, mais sur l'élaboration d'un béguin pour lui, elle est incapable de passer avec elle. | |                     |  |
| 05 | "Clash! Momoko VS Iroha" "Gekitotsu! Momoko VS Iroha" (激突!もも子VSいろは)                                   | 2 novembre 2006     |  |
| Iroha tente une fois de plus pour tuer Koshi, mais est pris dans le moment où Koshi et Momoko sont en lui montrant autour du parc. Finalement, Hanzō doit intervenir pour essayer de terminer la mission. | |                     |  |
| 06 | "Le Tigre Assassin, apparaît! " "Tora no Shikaku, Arawaru!" (虎の刺客, 現る!)                                 | 9 novembre 2006     |  |
| Tenka Koganei de la Tiger famille vient d'assassiner Koshi, mais finit dans une lutte à mort pour l'affection de Momoko. | |                     |  |
| 07 | "The Invisible Link" "Mienai Kizuna" (見えない絆)                                                             | 16 novembre 2006    |  |
| Après avoir appris le sens entre leur mariage de son père, Koshi commence à agir plus agréable vers Momoko si inquiète bientôt d'être manipulé et se distancie de son. Finalement, Koshi réalise combien il l'a blessé et tente de rectifier ses actions. | |                     |  |
| 08 | "Le Underclassman qui invoque Storms" "Arashi o Yobu Kohai" (嵐を呼ぶ後輩)                                    | 23 novembre 2006    |  |
| Iroha et Hanzō rejoindre l'école de Koshi et instantanément Iroha remarque la gentillesse lui et Sanae sont à l'autre. Iroha procède à aider Momoko transmettre ses sentiments plus fortement à Koshi. | |                     |  |
| 09 | "L'héroïne de L'amour tragique" "Hiren no Hiro Onna" (悲恋のヒーロー女)                                       | 30 novembre 2006    |  |
| Sanae, en tant que membre du Cheval famille des Maîtres chinois, est tenu de protéger Koshi du danger sans se révéler à personne. Elle est constamment aux prises avec les sentiments qu'elle a pour lui. | |                     |  |
| 10 | "Le fiancé de Sanae affiche" "Sanae no Iinazuke Arawaru" (早苗の許嫁現る)                                     | 7 décembre 2006     |  |
| Le fiancé de Sanae tente de prouver à elle à travers différents tests de résistance pour lui montrer qu'il est digne de devenir son mari. Pendant ce temps, Sanae est d'avoir assez d'ennuis juste garder sa formation en arts martiaux un secret de Koshi. | |                     |  |
| 11 | "Châtiment Guerrier du ciel Cheval Masque, arrive " "Tenchu Senshi Uma Kamen, Sanjō" (天誅戦士ウマ仮面, 参上) | Le 14 décembre 2006 |  |
| Lorsque Hikaru, supposé fiancé de Sanae, vient la recherche d'un duel avec Koshi à l'école, Sanae doit supporter la gêne intense afin de le sauver. | |                     |  |
| 12 | "Le Jour d'un froid, la situation de Hanzō" "Kaze no Hi, Hanzō no Baai" (風邪の日, 半蔵の場合)                | Le 21 décembre 2006 |  |
| Les deux Koshi et Hanzō descendre avec un rhume, mais Hanzō est presque complètement ignorée par Iroha en faveur de Koshi. Hanzō devient très jaloux de Koshi et commence à le tourmenter par lui et d'autres se faisant passer pour nuire Koshi. | |                     |  |
| 13 | "Confrontation de Rivals! Le cheval et la tortue " "Raibaru Taiketsu! Uma to Kame" (ライバル対決!ウマとカメ)  | Le 11 janvier 2007  |  |
| Une nouvelle enseignante a été embauchée à l'école de Koshi qui est très bien doté et bien informé sur la loi. Avant longtemps, Sanae commence à la soupçonner d'être un assassin et tente de confirmer ses soupçons. | |                     |  |
| 14 | "Le Chaos Amour dans la Maison Hantée" "Obakeyashiki no Koi Sodo» (お化け屋敷の恋騒動)                        | Le 18 janvier 2007  |  |
| Une jeune fille, pensé pour être mort en raison d'un accident de décennies de festivals culturels de l'école précédentes, a refait surface. On dit qu'elle est morte avant qu'elle a eu la chance d'avouer son amour au père de Koshi. Koshi convient donc à ce jour, la jeune fille afin qu'elle puisse reposer paisiblement dans le ciel. | |                     |  |
| 15 | «L'amour de Saigō" "Saigo no Koi" (西郷の恋)                                                                  | Le 25 janvier 2007  |  |
| Saigō rencontre la fille de ses rêves après qu'il pensait qu'il la protégeait de voyous. La jeune fille est en fait un artiste martial provenant d'une tribu connue pour assassins de formation. La jeune fille est donnée un choix: Tuez Koshi, ou Saigō sera tué. | |                     |  |
| 16 | "Comment détruire une période de fatigue" "Kentaiki no Kowashikata" (倦怠期の壊し方)                          | 1er février 2007    |  |
| Momoko obtient quelques conseils d'un programme de télévision à propos de la façon de faire Koshi la remarque plus, mais ses tentatives initiales sûr. Iroha et Hanzō essaient de les aider ainsi, mais sans beaucoup de succès. À la fin de l'épisode, Momoko et Koshi trouver un Tenka échevelée. | |                     |  |
| 17 | "Lutte féroce! Les Tiger Brothers " "Gekitō! Tora no KYODAI" (激闘!虎の兄弟)                                  | 8 février 2007      |  |
| Tenka est ramené à la maison de Koshi où il est donné la nourriture. Il informe Koshi et Momoko que ses frères et sœurs viennent de tuer Koshi. Le frère cadet de Tenka arrive d'essayer d'assassiner Koshi, et Tenka tente de l'arrêter. | |                     |  |
| 18 | "Une fête de bienvenue avec Yaminabe !?" "Yaminabe de Kangeikai !?" (ヤミ鍋で歓迎会!?)                        | Le 15 février 2007  |  |
| La maison de Koshi a brûlé et il doit maintenant se déplacer dans le même immeuble que Iroha et Hanzō; Tenka vit là-bas aussi. Comme une fête de bienvenue, la propriétaire organise une fête de bienvenue spéciale impliquant nabemono . | |                     |  |
| 19 | "La Gouvernante Came!" "Kaseifu ga Kita!" (家政婦が来た!)                                                     | Le 22 février 2007  |  |
| Une femme qui prétend avoir été congédié d'être employée comme femme de ménage arrive à l'immeuble. où Koshi reste actuellement. Elle vient d'abord au large comme une personne gentille et serviable, mais révèle bientôt Momoko qu'elle est un assassin qui est venu pour tuer Koshi. Momoko tente de plaider sa cause devant les autres, mais personne ne la croira. | |                     |  |
| 20 | «En collaboration avec le destin ..." "Unmei o Tomo ni ..." (運命を共に...)                                   | 1er mars 2007       |  |
| Koshi a été fait avaler une boule de poison du clan Tenga et a dit que dans une semaine, il va mourir si on lui donne un antidote. Momoko avale volontiers le même poison de sorte que si Koshi meurt, elle fait aussi bien. Momoko et les autres artistes martiaux sur leur train côté pendant une semaine, et Koshi tente d'apprendre une technique de son propre, mais échoue.Koshi et les autres, puis aller à la maison principale du clan Tenga et doivent combattre plusieurs batailles à gagner l'antidote. | |                     |  |
| 21 | "Pensées respectives ..." "Sorezore no Omoi ..." (それぞれの思い...)                                          | 8 mars 2007         |  |
| Avec la première bataille gagnée, Iroha et Hanzō face vers le haut contre Tenten dans le deuxième match. Après un petit moment, Tenten commence à taquiner Iroha en révélant à Koshi et Momoko que Iroha est en amour avec Koshi. Cela a pour effet rend furieux au point où elle ne peut pas se battre correctement et est vaincu. Hanzō essaie de changer les choses qui donne Iroha le dernier peu de force qu'elle avait besoin de donner une dernière attaque puissante, mais Tenten facilement contré en laissant Momoko pour intercepter dernière attaque Tenten avant qu'il ne frappe Iroha. Il se trouve Tenten est en amour avec Hanzō, mais ne révèle pas. Au lieu de cela, elle abandonne sa partie de l'antidote et se éloigne. Cela laisse Koshi et Momoko d'aller en avant pour la bataille finale.                                                                        | |                     |  |
| 22 | "Pour les jours habituels» «Itsumo no Hibi e" (いつもの日々へ)                                                | Le 15 mars 2007     |  |
| Avec Koshi et Momoko empoisonnés, ils doivent lutter encore Tenga Koganei afin d'obtenir l'antidote, mais le soleil est proche de réglage, ce qui signifie la mort pour Koshi et Momoko. En entrant dans la bataille, Momoko constate que Tenga est beaucoup plus puissante qu'elle ne s'y attendait et avant longtemps, la bataille est tout sauf terminée. Lorsque Momoko ne peut pas lutter plus longtemps, Tenga donne l'antidote à Koshi, mais il est assez pour une seule personne. Juste avant le coucher du soleil, Koshi donne Momoko l'antidote, et après elle se réveille pour trouver Koshi morts, déchaîne sa fureur ultime sur Tenga, et gagne la bataille. Ensuite, il est constaté que Koshi a été miraculeusement guérie en raison d'une technique d'arts martiaux sa mère avait fait sur lui quand il était jeune. Tout le monde remonte à vivre leurs vies «normales». | |                     |  |
| 23 | "Hot Spring Battle (OVA DVD)"                                                                                 | 24 août 2007        |  |
| Il y a un amour bataille Monopoly dans une source chaude. | |                     |  |
| 24 | "Kidnapped Koushi! (OVA DVD)"                                                                                 | 24 août 2007        |  |
| Koushi est kidnappé. | |                     |  |